# Luiz Gonzaga Bergonzini
Luiz Gonzaga Bergonzini (* 20. Mai 1936 in São João da Boa Vista; † 13. Juni 2012 in Guarulhos) war ein brasilianischer Geistlicher und römisch-katholischer Bischof von Guarulhos.

## Leben
Luiz Gonzaga Bergonzini trat 1947 in das Kleine Priesterseminar ein und studierte später Philosophie und Theologie sowie Publizistik. Er empfing am 29. Juni 1959 die Priesterweihe. Er war 32 Jahre lang Priester in São João da Boa Vista und Pfarrer der Kathedrale, Generalvikar der Diözese, Mitglied des Ältestenrates und Vizerektor des Diözesanseminars.
Papst Johannes Paul II. ernannte ihn am 4. Dezember 1991 zum Bischof von Guarulhos. Der Altbischof von São João da Boa Vista, Tomás Vaquero, spendete ihm am 7. Februar des nächsten Jahres die Bischofsweihe; Mitkonsekratoren waren David Picão, Bischof von Santos, und Dadeus Grings, Bischof von São João da Boa Vista. Am 23. November 2011 nahm Papst Benedikt XVI. das von Luiz Gonzaga Bergonzini aus Altersgründen vorgebrachte Rücktrittsgesuch an.

### Wirken
Bergonzini war entschiedener Gegner von Schwangerschaftsabbrüchen und der Pränataldiagnostik und stand immer wieder im öffentlichen Interesse. 
In dem Blog DOM LUIZ BERGONZINI reagierte er auf die „Entkriminalisierung der Gesellschaft“.
2010 wurde er von der Zeitschrift Epoca zu den 100 wichtigsten Brasilianern gewählt. 1996 wurde er Ehrenbürger von Guarulhos. 2011 erhielt er den Prêmio Von Gallen, einen Preis für den Einsatz für Lebensrechte.
Luiz Gonzaga Bergonzini war zudem als Journalist tätig und Chefredakteur der Zeitschrift A Cidade de São João und des Diözesan-Blattes von Guarulhos. Er war unter anderem Mitglied der Akademie der Künste von São João, Professor für Volkswirtschaftslehre an der Universidad Em São João Da Boa Vista, Superintendent des Krankenhauses Stella Maris und Vize-Präsident der Irmandade Santa Casa de Misericórdia de Guarulhos.